# Adelisa
Adelisa  è un nome proprio di persona italiano femminile.

## Varianti
- Femminili: Adelisia
  - Ipocoristici: Delisa
- Maschili: Adeliso, Adelisio
  - Ipocoristici: Deliso, Delisio

## Origine e diffusione
Deriva dalla fusione di Adele (dalla base germanica athala, "nobiltà") con il suffisso -isa, tratto probabilmente dal nome Lisa (diminutivo di Elisabetta).

## Onomastico
Il nome è adespota, non essendoci sante che lo abbiano portato. L'onomastico si festeggia il 1º novembre, ricorrenza di Ognissanti.